# Eva Baltasar i Sardà
Eva Baltasar i Sardà (Barcelona, 26 augustus 1978) is een Catalaans schrijfster en dichteres.
Baltasar i Sardà is afgestudeerd in pedagogiek aan de Universiteit van Barcelona. In 2008 debuteerde ze met de dichtbundel Laia, een boek dat de Premi Miquel de Palol won in 2008. Daarna schreef ze tussen 2009 en 2017 nog negen dichtbundels, die alle werden bekroond, onder meer met de Premi Gabriel Ferrater 2015 voor Animals d'hivern en de Premi Mallorca 2017 voor Invertida.
In 2018 verscheen haar eerste roman Permagel, die goed werd ontvangen door critici en lezerspubliek. Bovendien won het werk de Premi Llibreter, toegekend door de Catalaanse Vereniging van Boekhandelaren. Tot nu toe zijn er zes vertalingen verschenen, waaronder die in het Engels, Frans en Portugees.
Permagel is het eerste deel van een drieluik waarin de auteur in de ik-vorm de stemmen verkent van drie verschillende vrouwen die tegenstrijdigheden in hun leven doormaken.
Het tweede deel Boulder verscheen in 2020, bekroond met de Premi Òmnium voor de beste roman, en een jaar later sloot Baltasar de trilogie af met Mamut. Boulder stond op de shortlist van de International Booker Prize 2023.
In het digitale culturele tijdschrift Núvol typeert recensente Miracle Sala Baltasar's proza als 'elegant en vol met gewaagde krachtige, zintuiglijke beelden die absoluut geen gemeenplaatsen zijn. Korte, energieke zinnen. Een zeer persoonlijk verhaal, mooi en verrassend. Uitdrukkingen die energie en lyriek combineren, (...).

## Literair werk
Roman
- Permagel. Club Editor, 2018
- Boulder. Club Editor, 2020
- Mamut. Club Editor, 2021.

Poëzie
- Laia. Columna, 2008
- Atàviques feres. Cossetània, 2009
- Reclam. Institut d'Estudis Ilerdencs, 2010
- Dotze treballs. Pagès, 2011
- Medi aquàtic. Pagès, 2011
- Poemes d'una embarrassada. Pagès, 2012
- Vida limitada. Món de Llibres, 2013
- Animals d'hivern. Edicions 62, 2016
- Neutre. Bromera, 2017
- Invertida. Lleonard Muntaner, 2017